# Țara Galilor de vest

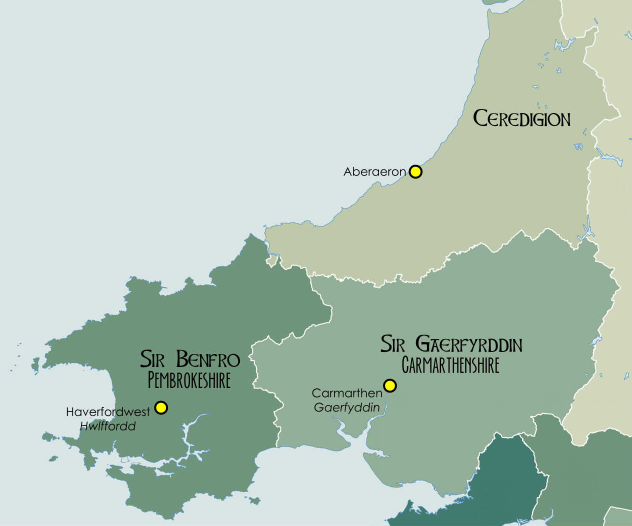
Țara Galilor de vest

Țara Galilor de vest (galeză Gorllewin Cymru) este o regiune vag determinată din Țara Galilor. Unele definiții ale acestei regiuni cuprind numai Pembrokeshire, Ceredigion și Carmathenshire, care în epocă compuneau principatul galez Deheubarth.:87, 95